# Johan Wortman
Johannes Hendrik Philip (Johan) Wortman (Den Haag, 3 november 1872 – Ariccia, 9 augustus 1898) was een Nederlands beeldhouwer en medailleur.

## Leven en werk
Wortman was een zoon van Johannes Jacobus Wortman, portier bij het departement van financiën, en modemaakster Dirkje Soer. Hij kreeg les aan de Haagse tekenacademie en haalde zijn onderwijsaktes aan de Rijksnormaalschool voor Teekenonderwijzers in Amsterdam. Van 1894 tot 1896 volgde hij de beeldhouwklas aan de Rijksakademie van beeldende kunsten bij Ferdinand Leenhoff.
In 1896 won hij de Prix de Rome met een beeld van de verloren zoon, J.C. Wienecke behaalde de tweede plaats. Volgens de commissie had Wortman met zijn werk "overtuigende blijken van groot talent en buitengewonen aanleg gegeven". Behalve een gouden medaille kreeg hij een jaargeld van 1200 gulden, waarmee hij vier jaar in Parijs en Rome kon verblijven. Hij studeerde enige tijd bij Gabriel-Jules Thomas aan de École des Beaux-Arts in Parijs.
Begin 1898 maakte hij een buste van de aanstaande koningin Wilhelmina, die daarvoor meerdere malen poseerde. De buste werd opgenomen in de collectie van de koninklijke familie en in een aantal formaten in de handel gebracht. In opdracht van koningin-regentes Emma ontwierp Wortman een herdenkingsmedaille ter gelegenheid van de inhuldiging van Wilhelmina. Vervolgens vertrok hij naar Rome.
Johan Wortman onderbrak zijn tijd in Italië voor zijn huwelijk op 17 juni 1898 in Den Haag met tekenlerares Albertina Anna (Tine) Hinlopen (1872-1959). Hij overleed nog geen twee maanden later in Italië aan de tyfus, op 27-jarige leeftijd.

## Enkele werken
- 1896 - beeld van de verloren zoon, collectie Rijksakademie
- 1897 - beeld van een landbouwer, collectie Rijksakademie
- 1898 - bronzen buste van Wilhelmina, collectie Paleis Het Loo
- 1898 - Inhuldigingsmedaille 1898, uitgevoerd door Begeer.

## Fotogalerij

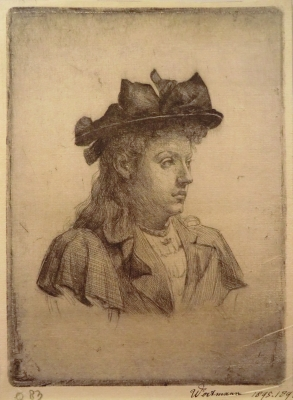
Portret van een jongedame met hoed
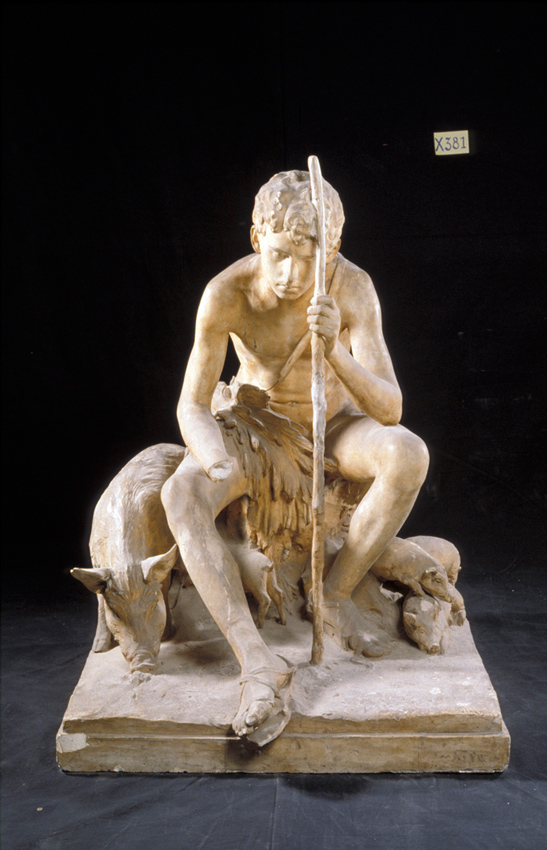
De verloren zoon (1896)
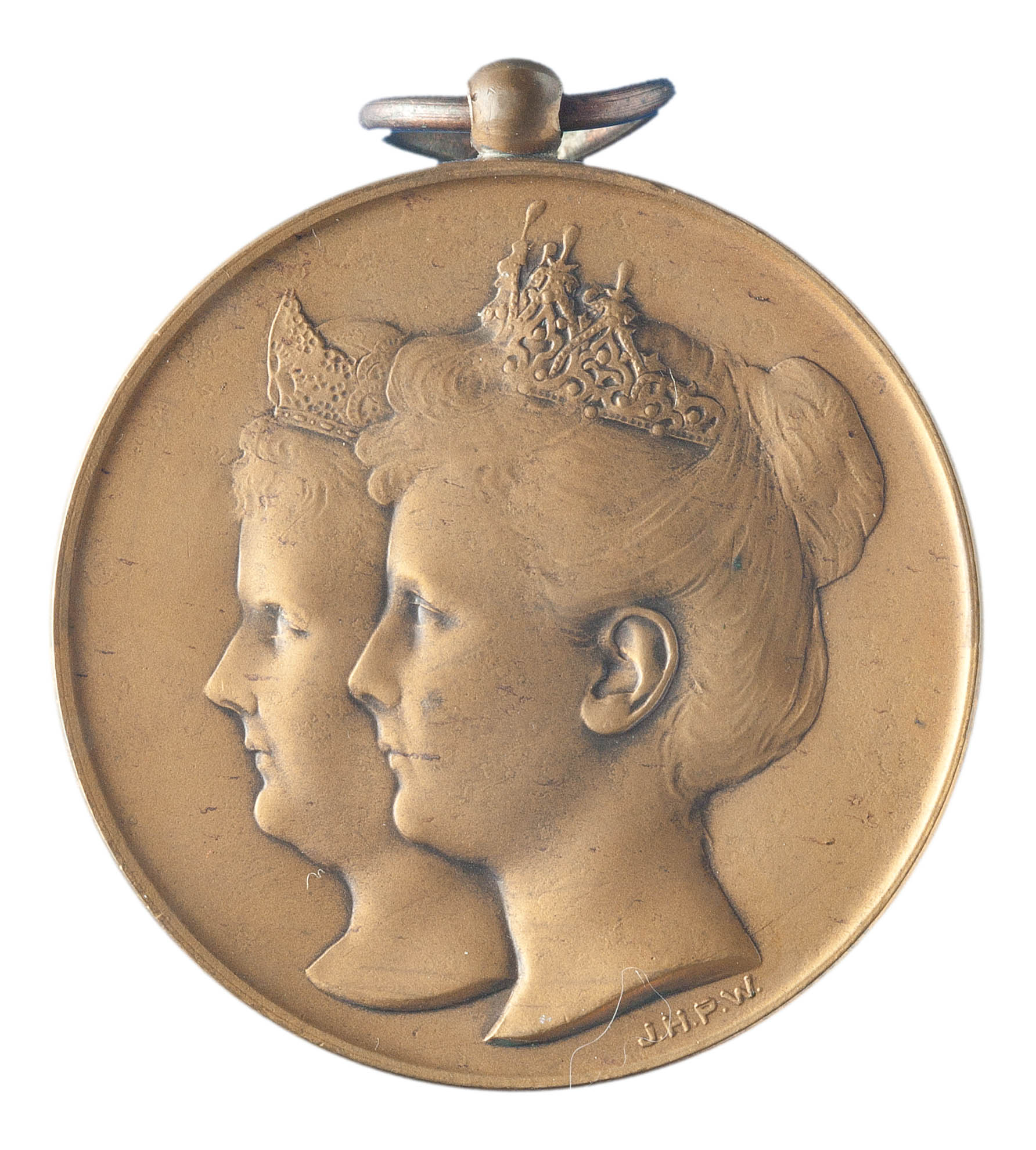
Draagteken ter herdenking van het regentschap van koningin Emma en de inhuldiging van koningin Wilhelmina

- Biografisch Portaal: 68068980
- RKD-Nederlands Instituut voor Kunstgeschiedenis: 92029